# ملیکست خاچیان
ملیکست خاچیان (ارمنی: Մելիքսեթ Խաչիյան؛ زادهٔ ۶ ژوئیه ۱۹۷۰) یک استادبزرگ شطرنج اهل ارمنستان-ارمنی‌تبار اهل ایالات متحده آمریکا است.
| به‌دلیل برخی مشکلات فنی، نمودارها موقتاً قابل مشاهده نیستند. اطلاعات بیشتر پیرامون این مشکل در فابریکاتور و وبگاه مدیاویکی در دسترس است. | |
| | به‌دلیل برخی مشکلات فنی، نمودارها موقتاً قابل مشاهده نیستند. اطلاعات بیشتر پیرامون این مشکل در فابریکاتور و وبگاه مدیاویکی در دسترس است. |